# Oracle de Nusku
L'oracle de Nusku  est une esclave de la périphérie de Harran qui vit à l'époque de la fin de l'Empire néo-assyrien. En 671 av. J.-C., elle affirme avoir reçu un message divin du dieu Nusku selon lequel le fonctionnaire assyrien Sasi doit devenir roi et que le roi sortant Esarhaddon et sa famille doivent être éliminés. L'oracle se place sous la protection de Sasi, devient la figure de proue d'un complot visant à le faire asseoir sur le trône et continue à parler en sa faveur. Le gain rapide de partisans de Sasi, y compris des personnalités influentes de l'administration impériale, est probablement attribuable au grand charisme personnel de l'oracle.
Les conspirateurs sont vaincus en 670 av. J.-C. et Sasi et l'oracle sont capturés et exécutés. Bien qu'ils n'aient pas détrôné Esarhaddon, le grand massacre des fonctionnaires et généraux fidèles à Sasi est probablement un facteur majeur contribuant à la chute de l'empire assyrien moins d'un siècle plus tard.

## Biographie
L'oracle est une esclave , de la périphérie de la ville de Harran. Au moment de faire sa prophétie concernant Sasi, elle appartient à un homme nommé Bel-ahu-usur,. Elle n'est pas réellement une prophétesse professionnelle ni employée dans un temple. Le nom de l'oracle n'est pas connu ; les documents survivants se réfèrent simplement à elle comme la "fille esclave de Bel-ahu-usur"  ou la "servante de la maison de Sasi".
En 671 av. J.-C., peu de temps après la conquête réussie de l'Égypte par Esarhaddon, l'oracle prétend avoir reçu un message divin du dieu Nusku et proclame Sasi roi d'Assyrie, prononçant avec extase la prophétie "Ceci est la parole du dieu Nusku : la royauté appartient à Sasi. Je détruirai le nom et la semence de Sennachérib !". L'oracle prononce directement les paroles supposées de Nusku, contrairement à la plupart des autres prophéties et comme si elle est possédée par le dieu et agit comme son porte-parole.
Sasi est un fonctionnaire assyrien et vraisemblablement un descendant de l'un des premiers rois assyriens. On pense que l'oracle prononce la prophétie dans les environs de Harran, probablement à l'intérieur d'un temple. Le fonctionnaire de la cour assyrienne Nabu-rehtu-usur rapporte rapidement la prophétie à Esarhaddon et lui conseille d'amener la jeune fille au tribunal pour vérifier l'exactitude de la prophétie, sachant qu'elle n'est pas professionnelle , et qu'il y a aussi eu des prophéties d'autres divinités plus favorables au règne d'Esarhaddon. Néanmoins, en tant que parole supposée d'un dieu, la prophétie est préoccupante  et elle est particulièrement menaçante pour Esarhaddon puisque sa conquête de l'Égypte est également prophétisée par un oracle à Harran, prêtant aux prophéties de la ville un certain degré de fiabilité.
Esarhaddon ne parvient pas à traduire l'oracle en justice puisqu'elle s'est placée sous la protection de Sasi, qui est à Harran à l'époque. L'oracle est resté aux côtés de Sasi pendant toute la durée de leur complot comme l'une des deux figures clés de leur soulèvement planifié. Sasi gagne de puissants partisans et adeptes dans tout l'empire assyrien en très peu de temps; le charisme personnel de l'oracle contribue à sa rapide montée en puissance. Les documents assyriens indiquent qu'elle continue à être "ravissante" et à parler en bien de Sasi à la suite de sa prophétie initiale. Esarhaddon est consciente de son importance dans le complot et aurait participé à des complots infructueux pour la kidnapper.
Les conspirateurs sont vaincus en 670 av. J.-C. et un grand nombre de fonctionnaires et de magnats assyriens qui l'ont soutenu sont capturés et exécutés. À moins qu'ils n'aient pu s'échapper à l'étranger, l'oracle et Sasi ont probablement également été capturés et exécutés à cette époque.

## Impact
Bien que la conspiration ne parvienne pas à détrôner Esarhaddon, elle laisse une grande marque à la fois sur Esarhaddon personnellement et sur le sort de l'empire assyrien. Esarhaddon est resté plus méfiant et paranoïaque qu'auparavant et est connu pour avoir consulté plus fréquemment des prophéties après 670 av. J.C. Les conséquences de la conspiration Sasi provoquent le deuxième massacre de fonctionnaires et de généraux compétents mené sous le règne d'Esarhaddon; un manque de tels fonctionnaires et des échecs ultérieurs à les remplacer peuvent petre l'une des principales raisons de la chute de l'empire assyrien à la fin du VIIe siècle av. J.-C.